# Quercus runcinatifolia
Quercus runcinatifolia là một loài thực vật có hoa trong họ Cử. Loài này được Trel. & C.H.Müll. miêu tả khoa học đầu tiên năm 1936.